# Nguyên âm tròn môi trước đóng
Nguyên âm tròn môi trước đóng, hay nguyên âm tròn môi trước cao là một loại nguyên âm sử dụng ở một số ngôn ngữ nói. Âm này được biểu diễn bằng chữ y trong bảng mẫu tự ngữ âm quốc tế. Ở các ngôn ngữ như tiếng Đức, tiếng Thổ Nhĩ Kỳ, tiếng Hungary, nó được biểu thị với kí tự ⟨ü⟩, kí tự ⟨y⟩ ở tiếng Đan Mạch, tiếng Na Uy, tiếng Thụy Điển, tiếng Phần Lan và tiếng Albania, hoặc được biểu thị bằng kí tự ⟨u⟩ trong tiếng Pháp hay tiếng Hà Lan cũng như là một số ngôn ngữ khác.
Ở hầu hết các ngôn ngữ có chứa nguyên âm tròn môi này, nó thường được phát âm với môi không nhô ra (gọi là 'exolabial'). Nhưng có thể ngược lại ở một số trường hợp (gọi là 'endolabial').

## Đặc điểm
- Cao độ nguyên âm của nó đóng lại, có nghĩa là lưỡi phải được đặt gần vòm miệng mà không cản trở luồng khí được phân loại là phụ âm.
- Vị trí lưỡi nguyên âm hướng về phía trước, nghĩa là lưỡi sẽ hướng về phía trước miệng mà không tạo ra sự thắt hẹp như phụ âm. Một số nguyên âm tròn môi trước cũng thường được phát âm giữa, nhưng trên thực tế chúng là âm gần trước.
- Nó là âm tròn môi, nghĩa là khi phát âm, môi sẽ có dạng hình tròn thay vì ở trạng thái thả lỏng.

## Ví dụ
| Ngôn ngữ         | Ngôn ngữ                   | Ví dụ           | IPA        | Nghĩa              | Ghi chú |
| ---------------- | -------------------------- | --------------- | ---------- | ------------------ | --- |
| Tiếng Afrikaans  | Tiêu chuẩn                 | u               | [y]        | 'bạn' (chính thức) | Kết hợp với âm /i/ đối với người trẻ tuổi. Xem âm vị học tiếng Afrikaans |
| Tiếng Albania    | Tiêu chuẩn                 | ylber           | [ylbɛɾ]    | 'cầu vồng'         | Kết hợp với âm /i/ ở nhiều phương ngữ khác. Xem âm vị học tiếng Albania |
| Tiếng Catalan    | Phía Bắc                   | but             | [ˈbyt]     | 'mục tiêu'         | Mượn từ tiếng Occitan và tiếng Pháp. Xem âm vị học tiếng Catalan |
| Tiếng Trung Quốc | Tiếng Trung phổ thông      | 女 / nǚ         | [ny˨˩˦]ⓘ   | 'phụ nữ'           | Xem âm vị học tiếng Trung phổ thông và âm vị học tiếng Quảng Đông |
| Tiếng Trung Quốc | Tiếng Quảng Đông           | 書 / syū        | [syː˥]ⓘ    | 'cuốn sách'        | Xem âm vị học tiếng Trung phổ thông và âm vị học tiếng Quảng Đông |
| Tiếng Trung Quốc | Tiếng Thượng Hải           | 驢              | [ly˧]      | 'con lừa'          | Xem âm vị học tiếng Trung phổ thông và âm vị học tiếng Quảng Đông |
| Tiếng Đan Mạch   | Standard                   | synlig          | [ˈsyːnli]  | 'visible'          | See Danish phonology |
| Dutch            | Standard                   | nu              | [ny]       | 'now'              | Also described as near-close [y˕]. The Standard Northern realization has also been described as close central [ʉ]. See Dutch phonology                                                                                    |
| English          | General South African      | few             | [fjyː]     | 'few'              | Some younger speakers, especially females. Others pronounce a more central vowel [ʉː]. See South African English phonology                                                                                                |
| English          | Multicultural London       | few             | [fjyː]     | 'few'              | May be back [uː] instead. |
| English          | Scouse                     | few             | [fjyː]     | 'few'              | May be central [ʉː] instead. |
| English          | Ulster                     | few             | [fjyː]     | 'few'              | Long allophone of /u/; occurs only after /j/. See English phonology |
| Finnish          | Finnish                    | yksi            | [ˈyksi]    | 'one'              | See Finnish phonology |
| French           | French                     | tu              | [t̪y]ⓘ      | 'you'              | The Parisian realization has been also described as near-close [y˕]. See French phonology |
| German           | Standard                   | über            | [ˈyːbɐ]ⓘ   | 'over'             | See Standard German phonology |
| German           | Many speakers              | schützen        | [ˈʃyt͡sn̩]   | 'protect'          | The usual realization of /ʏ/ in Switzerland, Austria and partially also in Western and Southwestern Germany (Palatinate, Swabia). See Standard German phonology                                                           |
| Greek            | Tyrnavos                   | σάλιο / salio   | [ˈsäly]    | 'saliva'           | Corresponds to /jo/ in Standard Modern Greek. |
| Greek            | Velvendos                  | σάλιο / salio   | [ˈsäly]    | 'saliva'           | Corresponds to /jo/ in Standard Modern Greek. |
| Hungarian        | Hungarian                  | tű              | [t̪yː]      | 'pin'              | See Hungarian phonology |
| Korean           | Korean                     | 뒤 / dwi        | [ty(ː)]    | 'back'             | Now usually a diphthong [ɥi], especially in Seoul and surrounding dialects. See Korean phonology |
| Kurdish          | Kurmanji (Northern)        | kü              | [kʰyːɥ]    | 'mountain'         | Equal to Palewani (Southern) [ʉː]. See Kurdish phonology |
| Lombard          | Most dialects              | ridüü riduu     | [riˈdyː]   | 'laughed'          | [ 30 ] |
| Mongolian        | Inner Mongolia             | түймэр / tüimer | [tʰyːmɘɾɘ̆] | 'prairie fire'     | Diphthong [uj] in Khalkha. |
| Norwegian        | Norwegian                  | syd             | [syːd]     | 'south'            | The example word is from Urban East Norwegian, in which the vowel varies in rounding between compressed [yː] and protruded [y̫ː]. It can be diphthongized to [yə̯]. See Norwegian phonology.                                |
| Portuguese       | Azorean                    | figura          | [fiˈɣyɾə]  | 'figure'           | Stressed vowel, fronting of original /u/ in some dialects. See Portuguese phonology |
| Portuguese       | Algarve                    | tudo            | [ˈt̪yðu]    | 'all'              | Stressed vowel, fronting of original /u/ in some dialects. See Portuguese phonology |
| Portuguese       | Brazilian                  | déjà vu         | [d̪e̞ʒɐ ˈvy] | 'déjà vu'          | Found in French and German loanwords. Speakers may instead use [u] or [i]. See Portuguese phonology |
| Tiếng Thụy Điển  | Tiếng Thụy Điển tiêu chuẩn | ut              | [yːt̪]      | 'ngoài'            | Often realized as a sequence [yβ̞] or [yβ]. The height has been variously described as close [yː] and near-close [ʏː]. Typically transcribed in IPA with ⟨ʉː⟩; it is central [ʉː] in other dialects. See Swedish phonology |
| Tiếng Thổ Nhĩ Kỳ | Tiếng Thổ Nhĩ Kỳ           | güneş           | [ɟyˈn̪e̞ʃ]   | 'mặt trời'         | Xem âm vị học tiếng Thổ NhĨ Kỳ |